# Myomyscus verreauxii
Myomyscus verreauxii is een knaagdier uit het geslacht Myomyscus dat voorkomt in het fynbos van de Zuid-Afrikaanse provincie West-Kaap, van de Olifantsrivier in het westen tot de Plettenbergbaai in het oosten. Deze soort is waarschijnlijk verwant aan Colomys en Zelotomys, niet aan de andere Myomyscus-soorten. In feite is het mogelijk de enige soort van het geslacht. Uit het Laat-Plioceen van Zuid-Afrika zijn fossielen bekend die als Myomyscus zijn geïdentificeerd; waarschijnlijk vertegenwoordigen die M. verreauxii of een nauwe verwant daarvan.
Deze soort is donker bruingrijs tot zeer donkergrijs. Op het hoofd zitten enkele donkere stukken. De flanken zijn wat lichter dan de rug, de onderkant is vuilwit. De staart is van boven bruin en van onderen wit. De kop-romplengte bedraagt 9 tot 13,3 cm, de staartlengte 12,4 tot 15,7 cm en het gewicht voor mannetjes 41 tot 54 gram en voor vrouwtjes 36 tot 42 gram. De soort is 's nachts actief en eet zaden en insecten.